# Факсе
Факсе (дат. Faxe) — город в Зеландии в восточной части Дании.

## Этимология
В течение многих лет буква X считалась неестественной в датском языке, и вместо старонорвежского Faxe использовалось написание Fakse. При дефисном написании буква x по-прежнему делится на ks (Fak-se).

## Предприятия

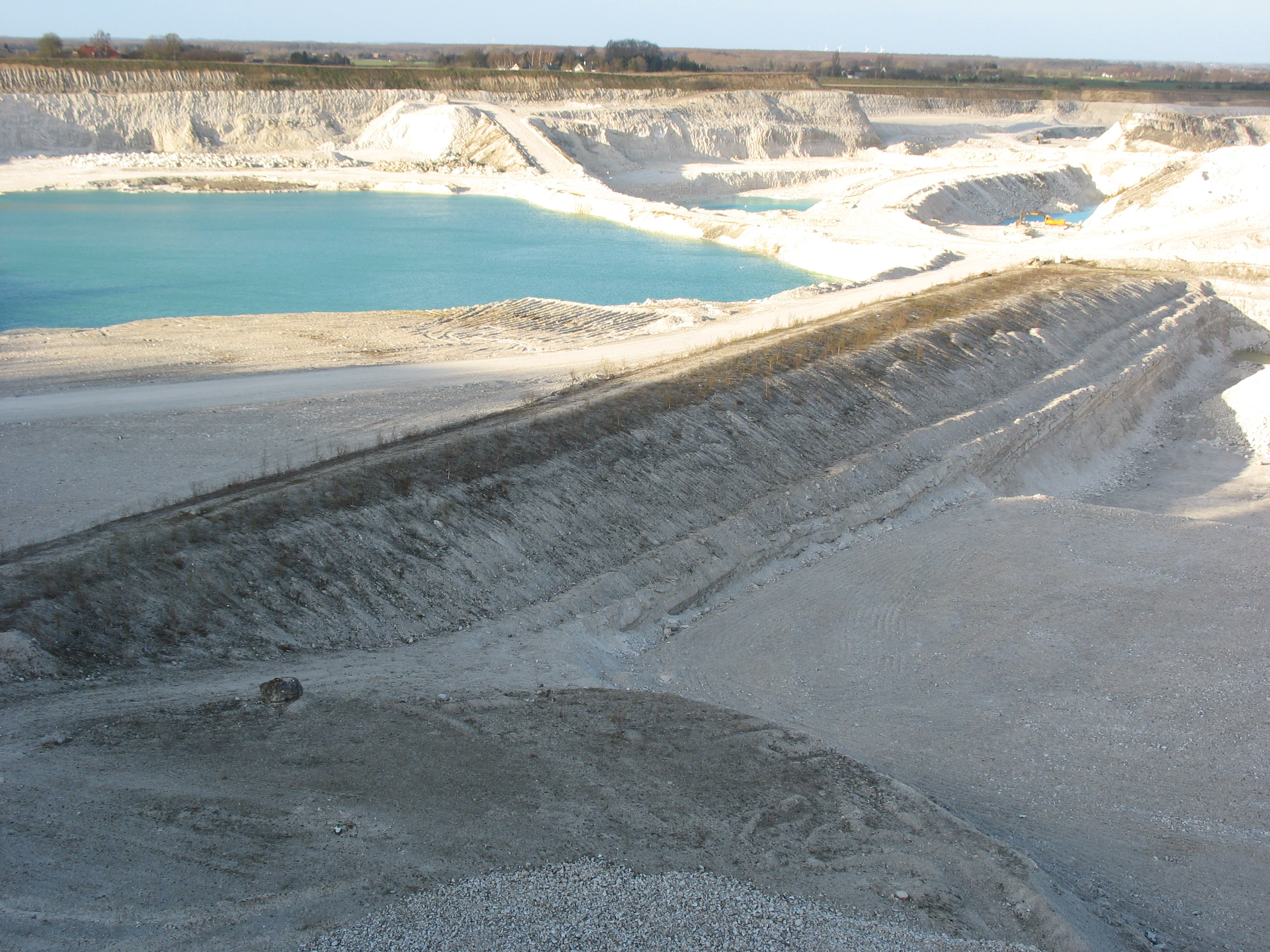
Карьер в Факсе

Город наиболее известен пивоварней Faxe Brewery, довольно крупным заводом, производящим различные сорта пива и безалкогольных напитков, газировку, энергетические напитки, Faxe Kondi и многое другое. Завод принадлежит компании
Royal Unibrew, которая также базируется в Факсе.

## История
Название Faxe — древнескандинавское и означает «лошадиная грива», вероятно, это указание на расположение города на длинном холме. Город упоминается в 1280 году. Первая церковь была построена в 1440 году.
В 1865 году была открыта узкоколейная железная дорога между карьером Faxe и портом в Faxe Ladeplads. В 1879 году была открыта железнодорожная линия Østbanen из Кёге в Факсе. Две железнодорожные линии были соединены в 1880 году. Узкоколейная железная дорога в карьере была закрыта много лет назад, но один из поездов узкоколейной железной дороги стоит в Faxe mini by как единственный и последний поезд узкоколейной железной дороги.

## Достопримечательности
Церковь Факсе построена в конце XV века. Фахверковая школа Расмуса Свендсенса (Rasmus Svendsens Skole), построенная в 1633 году, — самая старая из сохранившихся в Дании сельских школ. Поместье Йомфруэнс Эгеде ведет свою историю с 1346 года.

## Известные уроженцы
- Йеспер Ольсен (родился в 1961 году в Факсе) — бывший датский футболист, на счету которого 402 матча за клуб и 43 — за сборную Дании
- Роллон (ок. 846 г. в Факсе — ок. 930 г.) — викинг и первый правитель Нормандии.
- Йоахим Неергаард (1877, Стубберуп — 1920) — датский композитор.
- Иб Нильсен (род. 1926 г. в Факсе) — датский гребец, участвовал в летних Олимпийских играх 1948 г.
- Кнуд Нильсен (род. 1936 г. в Факсе) — датский гребец, участвовал в летних Олимпийских играх 1960 и 1964 гг.
- Йенс Берендт Йенсен (род. 1940 г. в Факсе) — датский гребец, участвовал в Олимпийских играх 1960 и 1964 гг.
- Свен Лишхольт Хансен (род. 1945 г. в Факсе) — датский гребец, участвовал в Олимпийских играх 1960 г.
- Нильс Ольсен (род. 1948 г. в Факсе) — датский гребец, участвовал в летних Олимпийских играх 1964 г.
- Микаэль Мэйс (родился в 1981 году в Факсе) бывший профессиональный игрок в настольный теннис